# 1525 en santé et médecine
| Années de la santé et de la médecine : 1522 - 1523 - 1524 - 1525 - 1526 - 1527 - 1528    |
| Décennies de la santé et de la médecine : 1490 - 1500 - 1510 - 1520 - 1530 - 1540 - 1550 |

## Fondations
- Ulrich Zwingli fonde à Zurich le Collegium Carolinum, d'abord faculté de théologie, puis d'histoire naturelle (1541), de philologie et philosophie (1601) et de science politique (1731), mais où la médecine ne sera enseignée qu'à partir de 1782, avant la disparition du Collège en 1833 par fusion avec la faculté de droit pour fonder l'université actuelle[1].
- Le seigneur de Fernán-Núñez, dans la province de  Cordoue, en Espagne, fonde une chapelle qui sera à l'origine d'un hôpital d'abord réservé à l'accueil des pèlerins de Saint-Jacques et qui, confié en 1558 à la confrérie de la Charité (Hermandad de la Caridad), sera dès lors connu sous le nom d'Ermita de la Caridad (es)[2].

## Publications
- Publication posthume, par Antonius Luceus, de l'Apologetica disceptatio de Pierre Brissot, traité sur la saignée où l'auteur défend la méthode hippocratique contre les galiénistes, controverse qui durera jusqu'à la fin du XVIe siècle[3],[4].
- Giovanni Manardo (1462-1536), médecin et humaniste italien, donne sa traduction de l'Art médical de Galien[5].
- Imprimée à Venise par les Torresani, successeurs d'Alde Manuce, première édition des œuvres complètes de Galien en grec, « un des pivots de l’humanisme médical de la Renaissance[6],[7] ».
- Imprimée à Rome chez Francesco Calvo, première édition de la Collection hippocratique, dans la traduction latine de Fabio Calvo[8],[9].
- Parution de la traduction latine, par Constantin Lascaris (1434-1501), du traité Des vents  (De flatibus) attribué à Hippocrate[10].
- Parution de la traduction française de la Pratique de Jean de Vigo (1460-1525), par Nicolas Godin[11].
- Publication du De subventione pauperum, de Jean Louis Vivès (1492-1540[12],[13]).
- Marcantonio Zimara (1460-1532), philosophe et médecin italien, publie le premier volume de son Antrum magico-medicum[14] dont la seconde partie paraîtra l'année suivante 1526.
- Parution à Londres, chez Richard Banckes, d'un traité anonyme sur  « l'observation des urines » (The seynge [seeing] of urynes) qui sera réédité plus de dix fois dans le siècle[15].
- Parution à Londres, chez Richard Banckes, du premier herbier imprimé en Angleterre, le Treatise of the vertues and properties of herbs[16], traduit de l'« Agnus Castus[17] » et qui, petit in-4° sans illustrations et bon marché, tenant tête au Great Herball in-folio de 1526, sera suivi jusqu'en 1550 de nombreuses rééditions[18].

## Naissances
- 6 janvier : Caspar Peucer (mort en 1602), médecin, mathématicien et philosophe allemand[19].
- 1er décembre : Thadeus Hajek (mort en 1600), astronome, mathématicien et naturaliste tchèque, médecin personnel de Rodolphe II, empereur d'Allemagne[20].
- Kaspar Wolf (mort en 1601), médecin et helléniste zurichois[21],[22].
- 1524 ou 1525 : Andrea Cesalpino (mort en 1603), philosophe, médecin et naturaliste italien[23].
- Vers 1525 :
  - Ferrante Imperato (mort en 1615 au plus tôt), pharmacien et naturaliste napolitain[24].
  - François Rasse des Neux (mort vers 1587), médecin et chirurgien français, fils du médecin François Rasse l'Ancien († 1561[25],[26] ).
  - Juan Valverde de Amusco (en) (mort vers 1587 ou 1588[27]), anatomiste espagnol, surtout connu comme auteur, en 1556, d'une importante Historia de la composicion del cuerpo humano[28].

## Décès
- 18 mai : Pietro Pomponazzi (né en 1462), docteur en médecine, professeur de philosophie à Padoue, auteur d'un Traité de l'immortalité de l'âme condamné par l'Inquisition[29].
- Abraham ben Mordecai Farissol (né vers  1451), philosophe, traducteur et exégète juif « qui s'est intéressé dès sa première jeunesse, à Avignon, aux sciences de la nature, à l'astronomie et à la médecine[30] ».
- Jean de Vigo (né vers 1450), chirurgien italien[31].